# Senso '45
Senso '45 è un film del 2002 diretto da Tinto Brass.

## Trama
Venezia, 1945. Livia Mazzoni, moglie di un alto dirigente del Minculpop, parte sull'automobile del suo spasimante, l'avvocato Ugo Oggiano, da Asolo verso Venezia, dove incontrerà l'amante Helmut Schultz, ufficiale delle SS. Durante il viaggio Livia ripercorre la deriva sessuale che l'ha portata sino a quel punto, travolgendola in un turbinio d'avventure erotiche, traffici illeciti, personaggi loschi che si muovono all'ombra del regime fascista in sfacelo e in un clima da fine guerra. Ma, all'arrivo a Venezia, l'attende un'amara e tragica resa dei conti.

## Produzione
Il film s'ispira alla novella Senso di Camillo Boito, già trasposta al cinema nel 1954 da Luchino Visconti con il celebre omonimo film (che a differenza di questo non aveva uno sfondo erotico), interpretato da Alida Valli e Farley Granger. Brass ambienta la sua pellicola però non nel 1866 (come nella novella da cui è tratta) bensì nel 1945, durante gli ultimi mesi di vita del regime fascista. Nella pellicola si alternano sequenze a colori ad altre girate in bianco e nero.

## Citazioni
Una scena del film, quella in cui la madre di un chierichetto viene uccisa dalle truppe tedesche, è chiaramente un riferimento al film Roma città aperta di Roberto Rossellini.

## Distribuzione
La pellicola venne distribuita nel circuito cinematografico italiano dalla Eagle Pictures a partire dal 12 aprile del 2002.

## Riconoscimenti
- 2002 - Nastro d'argento
  - Migliori costumi